# حجينة
حُجَيْنَة (الاسم العلمي: Cyrtanthus)، جنس نباتات عشبة معمرة دوفصية من فصيلة النرجسية وفُصيلة النرجساوية.
الأنواع
من أنواعها:
- حجينة وحيدة الزهرة
- حجينة عوجاء
- حجينة عطرة
- حجينة حمراء
- حجينة ضيقة الأورق